# Xã Canton, Quận McPherson, Kansas
Xã Canton (tiếng Anh: Canton Township) là một xã thuộc quận McPherson, tiểu bang Kansas, Hoa Kỳ. Năm 2010, dân số của xã này là 989 người.